# Carmenia bunifrons
Carmenia bunifrons is een hooiwagen uit de familie Sclerosomatidae.